# Antonija Javornik
‎
Antonija Javornik (tudi Natalija Bjelajac), slovenska prostovoljka v prvi balkanski in prvi svetovni vojni, * 13. maj 1893, Maribor, † 16. avgust 1974, Beograd.

## Življenjepis
Javornikova je leta 1912 iz Maribora odšla v Srbijo k stricu bataljonskemu poveljniku v 11. pehotnem polku Karađorđe in sodelovala v 1. balkanski vojni. Na začetku 1. svetovne vojne se je ponovno priključila srbski vojski. V Srbiji je spremenila ime in priimek, da bi s tem odvrnila pozornost avstrijskih oblasti od sorodnikov v Mariboru. Sodelovala je v cerski in kolubarski bitki, proslavila se je tudi na Kajmakčalanu. Bila je dvanajstkrat ranjena. Prejela je 12 odlikovanj, med drugim red Karađorđeve zvezde, red belega orla z meči in francoski red legije časti; napredovala je do narednika. Med obema vojnama je v težkih razmerah živela v Srbiji in Bosni, med drugo svetovno vojno pa je 9 mesecev preživela v gestapovskem koncentracijskem taborišču na Banjici pri Beogradu.